# 세계 연극의 날
세계 연극의 날(World Theatre Day)은 3월 27일에 기념하는 국제 기념일이다. 1961년 국제 연극 협회에서 시작되었다.
세계 연극의 날은 1962년 국제 연극 협회(International Theatre Institute; ITI)에서 시작되었다. 매년 3월 27일에 ITI 센터와 국제 연극계가 기념한다. 이 날을 기념하기 위해 다양한 국내 및 국제 연극 행사가 개최된다. 그 중 가장 중요한 행사 중 하나는 ITI의 초청으로 세계적 위상을 가진 인사가 연극과 평화의 문화라는 주제에 대한 자신의 생각을 공유하는 세계 연극의 날 국제 메시지 배포이다. 제1회 세계 연극의 날 국제 메시지는 1962년 장 콕토(프랑스)가 작성하였다. 1961년 6월 헬싱키와 비엔나에서 연이어 열린 제9회 국제 연극 협회 세계 총회에서 아르비 키비마 회장이 핀란드 국제 연극 협회 센터를 대표하여 세계 연극의 날을 제정할 것을 제안하였다. 스칸디나비아 센터의 지원을 받은 이 제안은 찬사를 받으며 통과되었다.